# Ахмадов, Рамзан Адланович
Рамза́н Адла́нович Ахма́дов (чечен. Ӏадла́ни-воӀ Рамза́н, позывной — «Хамза́»; 4 февраля 1970 года, Урус-Мартан, Чечено-Ингушская АССР, СССР — 10 февраля 2001 года, Старые Атаги, Чечня) — один из лидеров чеченских исламистов, амир Исламской бригады и член Исламской шуры. Участник Грузино—абхазской войны, а также обеих Российско-чеченских войн. Выступал за создание в Ичкерии независимого исламского государства и введение шариатских правил. В 1999 году получил звание бригадного генерала и был назначен Масхадовым командующим Юго-Западным фронтом ВС ЧРИ.

## Биография

### Ранние годы
Рамзан Ахмадов родился 4 февраля 1970 года в городе Урус-Мартан Чечено-Ингушской ССР. Оба его родителей были из тайпа Гендарганой; братья — Зелимхан (1975 г. р.), Хута (1972 г. р.), Абу (1966 г. р.), Таир (прим. 1965 г. р.), Имран (прим. 1963 г. р.), Апти (1961 г. р.), Ризван (1957 г. р.), Руслан (1954 г. р.) и Увайс (1952 г.р.).

### Грузино—абхазская и Первая чеченская войны
Утверждают, что военную карьеру он начал в Абхазии, где в рядах абхазского батальона Шамиля Басаева сражался до 1993 года.
После окончания Абхазской войны вернулся в Чеченскую Республику и собрал собственную религиозно-военнизированную группировку «Урус-Мартановский джамаат».
С началом Первой чеченской войны — активный участник боевых действий на стороне Вооружённых сил Чеченской Республики Ичкерия.

### Межвоенный период
Мы как вредили кафирам, так и будем вредить им всегда и никогда и ни перед чем не остановимся во имя утверждения законов Аллаха, если будет на то воля Всевышнего.

— Рамзан Ахмадов, 04.04.1998.
В Межвоенный период джамаат Рамзана Ахмадова выступал за создание в Чечне независимого исламского государства, введение шариатских правил, а также поддерживал антироссийское движение в Дагестане.
21 декабря 1997 года совместно с Хаттабом Ахмадов осуществил нападение на городок мотострелковой бригады в Буйнакске (Дагестан), который завершился уничтожением российской военной техники и захватом в плен милиционеров.
16 марта 1998 года формирования Аслана Масхадова под командованием Хункар-Пашы Исрапилова совершили  попытку штурмом освободить заложников, завершившийся провалом и потерями среди исрапиловского подразделения.
После этих событий Рамзан Ахмадов заявил, что «власть в республике захватили воры, мунафики и предатели». Однако под давлением властей он был вынужден отпустить российских милиционеров и заявить о лояльности президенту Масхадову.
Летом 1998 года был заподозрен в совершении покушения на Масхадова, в котором рядом с проезжающим мимо кортежем президента подорвалась автомашина УАЗ, начинённая взрывчаткой. Обвинения были сняты с Ахмадова после того, как он поклялся на Коране в своей непричастности.

### Вторжение в Дагестан
Рамзан Ахмадов был в числе главных командиров Вторжения боевиков в Дагестан в августе 1999 года, которому предшествовали обращения дагестанских ваххабитов оказать помощь дагестанским мусульманам в «освобождении священной дагестанской земли от оккупации неверными». Этот поход завершился началом второй войны в Чечне.
Ответной акцией российская сторона в сентябре 1999 года нанесла по Урус-Мартану несколько авиаударов, с целью уничтожения мест дислокации джамаата Рамзана Ахмадова. При этом погибло шестеро мирных жителей. 28 октября 1999 года ракетой переносного зенитного комплекса «Стрела-2», запущенной одним из боевиков с крыши районного Дворца Культуры, был сбит российский самолёт Су-24МР. Командир экипажа Константин Стукало погиб.

### Вторая чеченская война
В начале Второй войны командовал Исламской бригадой, созданной непосредственно из членов Урус-Мартановского джамаата. В сфере ответственности Ахмадова находился Западный фронт. Его группировки также действовали в Гудермесском, Шалинском и Курчалоевском районах Чечни.
Руководил первым боем Второй чеченской войны, в ходе которого 4 октября 1999 года группировка Ахмадова напала на колонну военнослужащих 255-го МСП в районе станицы Червленной Шелковского района Чечни. В результате 15 солдат и офицеров погибли, а еще 28 получили ранения различной степени тяжести.
В конце ноября — начале декабря 1999 года возглавлял Аргунскую операцию чеченских сил. Главной целью было оттянуть федеральные силы от города Грозного, чтобы дать возможность вырваться из окружения, находившимся там боевикам под командованием Шамиля Басаева.
7 января 2000 года рядом с городом Шали завязался бой между группировкой Ахмадова и омоновцами из 74-й мотострелковой бригады. В результате этого две БМП были сожжены, трое бойцов 74-й бригады попали в плен и девять омоновцев было убито.
Когда в начале 2000 года в горах Чечни развернулись крупные сражения, принял на себя командование Итум-Калинским, Шаро-Аргунским и Шатойским секторами. По словам Ахмадова, в этих боях российская сторона потеряла 1700 солдат и офицеров, 15 бронемашин, 5 вертолётов и 1 истребитель.
28 января 2000 года он объявил о начале партизанской войны: 

С этого момента мы начинаем высокомобильную партизанскую войну, а также минируем дороги вражеских сил по всей Чечне. Для выполнения этих задач уже направлен ряд полков. Даст Аллах, мы также полны решимости проводить широкомасштабные атаки на позиции противника в сотрудничестве с другими командирами моджахедов.
— Interview with Main Commander of Shatoi — Ramzan Ahmadov 28th Jan 2000
30 мая 2000 года в Грозненском районе Черноречье по приказу Ахмадова был убит российский полковник Сергей Зверев.
Спустя месяц его подчинённые тяжело ранили полковника Валерия Коновалова на трассе Урус-Мартан — Гехи. В течение 2000 года они неоднократно подрывали российскую бронетехнику.
Летом 2000 года в российских СМИ появлялись сообщения о задержании Рамзана Ахмадова.
В начале января 2001 года был обвинён в причастности к похищению сотрудника международной гуманитарной организации «Врачи без границ» Кеннета Глака. В ответ на это пресс-служба президента Масхадова распространила комментарий Рамзана Ахмадова, в котором он утверждал, что «ни он, ни другие подразделения чеченских вооружённых сил не причастны к данному факту». Также Ахмадов предложил тем, «кто действительно удерживает американского гражданина», обменять его на двух российских военнопленных.

### Смерть
Геннадий Трошев в своей книге «Чеченский рецидив» утверждал, что «незадолго до своей смерти популярность Рамзана Ахмадова среди сил чеченского сопротивления возросла настолько, что он становился опасным конкурентом для Масхадова и Басаева в борьбе за роль единоличного политического и военного лидера Ичкерии».
Был убит спецназом Минобороны Российской Федерации в Грозненском районе Чечни десятого февраля 2001 года. Предполагается, что он скончался в Халацани Панкисского ущелья Грузии, куда был переправлен после полученных ран.
По другим данным, Рамзан Ахмадов получил тяжёлые пулевые ранения во время перехода через реку девятого февраля 2001 года и умер в полном одиночестве: 

 Одним вечером, Рамзан услышал по рации, что один боец ранен в другом городе, говорящий по рации спрашивал, знает ли кто, как сделать укол. Рамзан не стал сидеть сложа руки, что туда кто-то поедет, или найдут кого-то в том городе, а тут же направился оказать помощь брату по вере. По дороге, Рамзан и его соратники переходили реку и в этот момент по ним был открыт огонь. Рамзан, у которого был огромный джамаат, Рамзан, который был всегда окружен соратниками, погибая остался наедине самим собой. Погиб, будучи одним, и предстанет перед Всевышним, будучи одним.

## Награды
Указом Президента Чеченской Республики Ичкерия Рамзан Ахмадов был посмертно награждён высшей наградой ЧРИ — орденом «Къоман сий» («Честь нации»).

### Интервью
- ЗА ЧТО ВОЮЮТ С ДЖАМААТОМ? vfl.ru (4 апреля 1998). Дата обращения: 1 февраля 2022.
- Interview with Main Commander of Shatoi - Ramzan Ahmadov 28th Jan 2000. blogspot.com (1 января 2000). Дата обращения: 23 июля 2021.

### Другое
- Рамзан Ахмадов берёт в плен российских солдат